# Lammert Zwanenburg
Lammert Zwanenburg (Oudehorne, Schoterland, 22 juni 1894 - Kamp Westerbork, 19 oktober 1944) was een Nederlandse verzetsstrijder tijdens de Tweede Wereldoorlog.

## Levensloop
Lammert Zwanenburg was landbouwer op een boerderij in de buurt van het Drentse Beilen, waar hij leefde met zijn vrouw en hun kinderen Yntze en Wietske. Allen waren actief betrokken bij het werk van de LO. Vanuit de boerderij werden illegale bladen en bij overvallen buitgemaakte distributiestamkaarten en -bonnen verspreid. Ook bood het pand langdurig schuilplaats aan verschillende onderduikers, waaronder aan Nico Polak, die na de oorlog raadsheer bij de Hoge Raad zou worden. Bij drie gelegenheden in 1943 en 1944 werden er Amerikaanse piloten opgevangen.
De NSB-predikant en voormalig burgemeester Jacques Louis Brinkerink verbleef in mei 1944 samen met zijn vrouw in een huisje in Schipborg. Leden van het verzet ontvoerden het echtpaar. Zij werden vervolgens gevangen gezet op de boerderij van Zwanenburg, waarna een veemgericht hen ter dood veroordeelde. Hun lichamen werden begraven achter de boerderij. In augustus 1944 bracht Henk Ridder een nieuwe gevangene naar de boerderij: Geessien Bleeker. Zij was koerierster geweest in de verzetsgroep van Meindert Veldman, maar werd er van verdacht een aantal verzetsmensen te hebben verraden. Er vond opnieuw een veemgericht plaats, maar omdat Bleeker alle beschuldigingen ontkende durfde men haar niet ter dood te veroordelen. Er werd besloten om Bleeker zolang als gevangene in op de boerderij te laten.
Bleeker probeerde het vertrouwen van het gezin te winnen. In de eerste dagen werd zij nog achterdochtig behandeld, maar de familieleden lieten na verloop van tijd hun voorzichtigheid varen. Daardoor kwam Bleeker veel te weten van de verzetsactiviteiten waar het gezin bij betrokken was. Verderop in de oorlog verraadde Bleeker nogmaals een aantal mensen. Tijdens de periode bij Zwanenburg gedroeg zij zich voorbeeldig, hielp tweemaal met het verbergen van joodse onderduikers tijdens een inval en greep die kansen niet aan om te ontsnappen.
In oktober 1944 noemde een elders in Drenthe gearresteerde onderduiker, die distributiebescheiden via Zwanenburg ontving, onder druk tijdens een verhoor diens naam. Daarop werd de boerderij in de nacht van 18 op 19 oktober 1944 bestormd door Landwachters. Zwanenburg werd gearresteerd, maar de onderduikers werden niet gevonden en konden ontsnappen naar de naburige boerderij van Jan Oosterveen. In de loop van de dag werd Zwanenburgs boerderij grondig door de SD doorzocht, waarbij uitgebreid bewijs werd gevonden voor de illegale activiteiten. Zwanenburg en zijn dochter Wietske werden meegenomen, waarbij hij onder de ogen van zijn dochter zwaar werd mishandeld. Een dag later werd hij bij Kamp Westerbork doodgeschoten. Hij is begraven op de Nieuwe Gemeentelijke Begraafplaats te Beilen.

## Erkenning
Bij Koninklijk Besluit Nr. 58 van 25 juli 1952 werd Lammert Zwanenburg postuum onderscheiden met het Verzetskruis 1940-1945. Op voorspraak van een van 'zijn' Joodse onderduikers, Peter Mazur, werd Zwanenburg in 1988 door Yad Vashem tot Rechtvaardige onder de Volkeren benoemd en werd hem de bijbehorende eremedaille toegekend.
H.J. van Aalderen
· P. van As
· M. Assies
· J.J. Barendsen
· J.A. Beekman
· H.D.J. Beernink
· L.R. Beijnen
· C.J. van den Berg-van der Vlis
· L.A. Bleys
· G. de Boer
· A.A. Bontekoe
· E.J. Bosch ridder van Rosenthal
· D.A. van den Bosch
· I.J. van den Bosch
· J.H. Bosch
· J.C.J. baron Brantsen
· A.L. Charroin
· F.G.M. Conijn
· M. Crans
· R.J. Dam
· F. Datema
· K.H. Derkzen van Angeren
· H. Dienske
· J.L.G. Doornik
· V. Dreyfus
· N. Dupont
· F. Duwaer
· S. Esmeijer
· G.H. Gelder
· J. Gelderman
· W.J. Gertenbach
· E.A. Giran
· O. Giran
· C.H. de Groot
· P.G.S. Guermonprez
· A. Hahn
· W. van Hall
· J.C.H.F. van Hanxleden Houwert
· Th.W.L. baron van Heemstra
· J.J. Hendrikx
· J.L. Hesselberg
· W.J. Heukels
· I. van der Horst
· J. ter Horst
· H.P. Hos
· J.F.H.M. baron van Hövell van Wezeveld en Westerflier
· B. IJzerdraat
· L. Jansen
· A. Kalter
· G.W. Kastein
· A. Keuter
· T.J. Kroeze
· D.M.R.H. Kroon
· H.Th. Kuipers-Rietberg
· A. Meerwaldt
· J.A.A. Mekel
· J.D. van Melle
· D.C.B. Mesritz
· M.-L.C. Meunier
· J.J. Mohr
· J.L. Moonen
· A.C. Nagtegaal
· F. Nieuwenhuijsen
· B. Oosthoek
· J. Oranje
· T. Pannekoek
· J. Post
· A.J. Rozeman
· V.H. Rutgers
· F.R. Ruys
· W. Santema
· J.J. Schaft
· Jhr. J. Schimmelpenninck
· R.L.A. Schoemaker
· G. Schoonman
· W.P. Speelman
· M. van der Stoep
· B.M. Telders
· A.O.H. Tellegen
· O.R. Thomsen
· G. Tieman
· T.W. de Tourton Bruijns
· L.M. Valstar
· G.J. van der Veen
· D. Verloop
· M.A.E. Verspyck
· P.M.R. Versteegh
· C. Vlot
· G. Weidner
· J.H. Westerveld
· H.B. Wiardi Beckman
· J.W. Wildschut
· J.R.E. Wüthrich
· L. Zwanenburg
· Onbekende Joodse soldaat